# 24274 Alliswheeler
24274 Alliswheeler là một tiểu hành tinh vành đai chính với chu kỳ quỹ đạo là 1512.7811730 ngày (4.14 năm).
Nó được phát hiện ngày 10 tháng 12 năm 1999.